# Mòmia d'edmontosaure

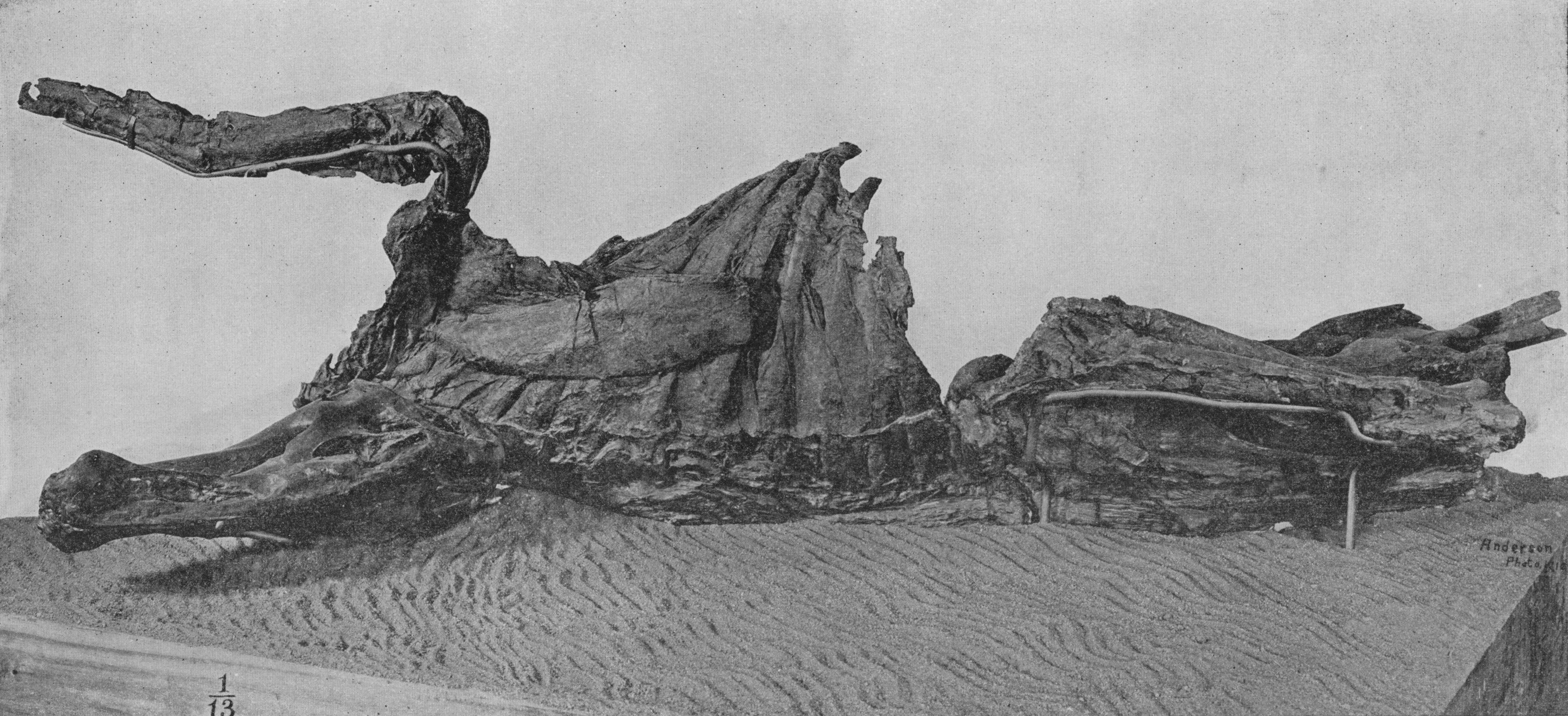
Mòmia d'edmontosaure

La mòmia d'edmontosaure és un fòssil molt ben conservat de la pell de l'espècie Edmontosaurus annectens, un dinosaure hadrosaure. El va trobar Charles Hazelius Sternberg i els seus tres fills prop de Lusk, Wyoming, Estats Units el 1908. Malgrat que Sternberg estava treballant sota contracte del British Museum of Natural History, Henry Fairfield Osborn de l'American Museum of Natural History va fer assegurar el fòssil en 2.000 dolars.

## El fòssil

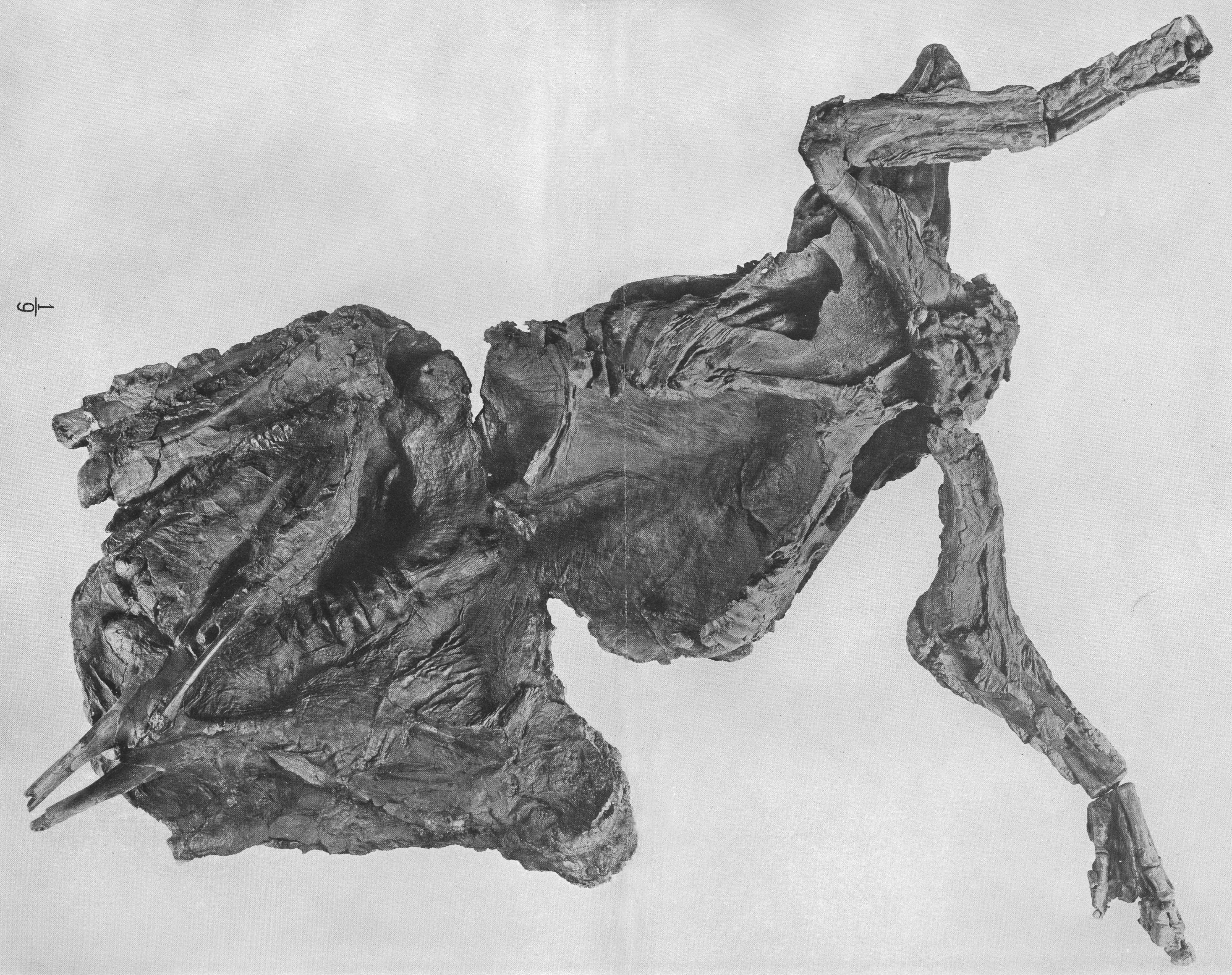
Vista ventral del fòssil Edmontosaurus annectens

Aquest fòssil de la impressió de la pell momificada va ser trobat girat per l'esquena, amb el cap sota el seu cos, mentre que el seu braç dret estava enganxat a l'aire. La pell de la regió del pit i abdominal va ser retirada en la cavitat corporal, i la cua, potes posteriors, i la part posterior de la pelvis havien quedat erosionades.